# 洛马奇
洛马奇（德語：Lommatzsch，發音：[ˈlɔmat(s)ʃ] ⓘ，發音：[ˈhwɔmatʃ]）是德国萨克森州迈森县的城市，面积66.63平方千米，2023年12月31日人口为4,745人。